# Interbankhandel
Interbankhandel är handel med finansiella instrument som sker direkt mellan banker och andra värdepappersinstitut utan att gå via en marknadsplats.
Handeln sker ofta genom att värdepappersinstituten ringer runt till varandra och hör efter vilka köp- och säljintressen som finns. Denna form av handel kan ske antingen på kunders uppdrag eller för egen räkning. Detta är den dominerande handelsformen på exempelvis räntemarknaden. Även denna handel sker typiskt sett genom att ett värdepappersinstitut går in som motpart och utför affären mot eget lager.

## Interbankhandel som förmedlas via broker
Ibland kan dock affärerna på den professionella räntemarknaden förmedlas av en särskild mellanhand – en broker. Skälet till detta är framför allt att parterna vill kunna uppnå anonymitet i handeln. Detta förekommer exempelvis på en del av räntemarknaden. Handeln kan ske på ett antal olika sätt. Exempelvis kan en kund som har ett köp- eller säljintresse i en mycket stor post vända sig till en mäklare som i sin tur kanske först sonderar intresset bland egna kunder, i andra hand ringer runt till andra mäklare. Enligt vilken modell affären slutligen genomförs beror på omständigheterna. I Sverige var den totala rapporterade aktieomsättningen som utfördes utanför börsens automatiska ordersystem år 2004 ca 24 procent – eller ca 800 miljarder svenska kronor.

### Officiella dokument
- Munck, Johan mfl; Sverige. Värdepappersmarknadsutredningen (2006). En ny lag om värdepappersmarknaden (Elektronisk resurs) : huvudbetänkande. Statens offentliga utredningar, 0375-250X ; 2006:50. Stockholm: Fritze. Libris 11437428. Arkiverad från originalet den 10 juli 2012. https://web.archive.org/web/20120710193711/http://www.regeringen.se/content/1/c6/06/29/08/34e6f069.pdf. Läst 19 juli 2012 Arkiverad 10 juli 2012 hämtat från the Wayback Machine.